# Matías Ferreira
Matías Agustín Ferreira Correa (Rivera, 19 dicembre 2002) è un calciatore uruguaiano, centrocampista del Tacuarembó in prestito dal Peñarol.

## Caratteristiche tecniche
È un centrocampista offensivo.

## Carriera
Cresciuto nel vivaio del Peñarol, esordisce in prima squadra il 23 aprile 2023 in campionato contro il Plaza Colonia.

## Palmarès

### Competizioni giovanili
- Coppa Libertadores Under-20: 1

Peñarol: 2022